# Montes de Allegheny

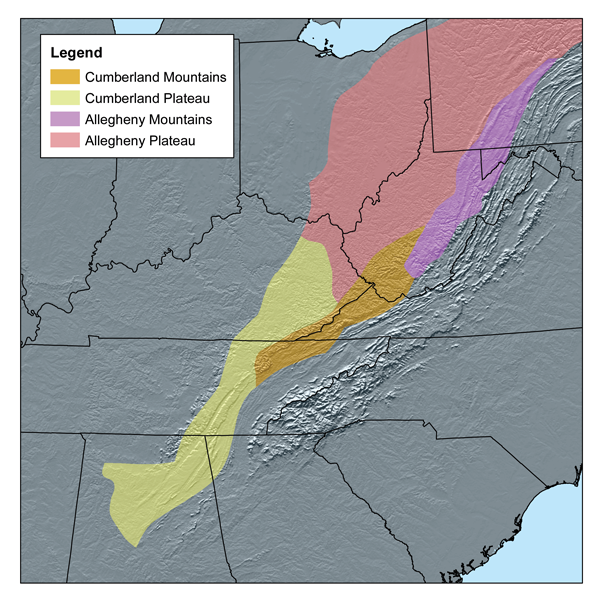
Mapa mostrando las montañas Allegheny (en morado).

Los montes o montañas de Allegheny (del inglés: Allegheny Mountains) son una cordillera norteamericana, que forma parte de la cordillera de los Apalaches en la parte oriental de Estados Unidos y Canadá. Tienen una orientación nordeste-sudoeste y discurren a lo largo de unos 800 km desde el norte del estado de Pensilvania, atravesando la parte occidental de Maryland y la oriental de Virginia Occidental, hasta llegar al sudoeste de Virginia. Su máxima altitud es el Spruce Knob, con 1.482 m s. n. m. y la menor, 300 metros, se alcanza en el este, donde la cordillera baja hasta el Gran Valle Apalachiense. Debido a su ubicación y relieve, los Montes Allegheny han actuado como una barrera natural en la expansión hacia el oeste, y sus recursos naturales, como el carbón y la madera, fueron clave para el desarrollo económico de la región.
- Datos: Q1141373
- Multimedia: Allegheny Mountains / Q1141373